# خوتیشوف (ناحیه لیتومیریتسه)
خوتیشوف (به چکی: Chotěšov) یک منطقهٔ مسکونی در جمهوری چک است که در ناحیه لیتومیریتسه واقع شده‌است. خوتیشوف ۷٫۸۱ کیلومتر مربع مساحت و ۴۷۲ نفر جمعیت دارد و ۱۹۷ متر بالاتر از سطح دریا واقع شده‌است.